# Casa Consistorial de Conchalí
La Casa Consistorial de Conchalí es la sede de la Ilustre Municipalidad de Conchalí. Está ubicada en la avenida Independencia de la ciudad de Santiago, Chile, y fue construida en el siglo xix como casa patronal de la Chacra Lo Negrete. Fue declarada monumento nacional de Chile, en la categoría de monumento histórico, mediante el Decreto Exento n.º 479, del 1 de julio de 2004.

## Historia
Fue construida en el siglo xix como residencia de las familias dueñas de la chacra Lo Negrete. Desde 1932 es la sede de la Ilustre Municipalidad de Conchalí, cuando comenzó a funcionar en parte de sus dependencias. En 1946 la Municipalidad adquirió la totalidad del inmueble para servir como sede.

## Descripción
La construcción es de un piso, con muros de adobe, tabiques de adobillo y techumbre de teja colonial. Presenta un patio interior rodeado con pasillos con pilares de madera con base de piedra rosada.